# Храм во имя Святых Апостолов Петра и Павла (Великопетровка)
Храм во имя Святых Апостолов Петра и Павла — приходской православный храм в селе Великопетровка Карталинского района Челябинской области. Построен в 1860-е годы. Входит в состав Карталинского благочиния Магнитогорской епархии Челябинской митрополии Русской православной церкви. Здание храма является объектом культурного наследия и находится под охраной государства.

## История строительства храма
С 1843 года в Великопетровской станице находилась походная церковь упраздненного Уфимского казачьего полка в честь первоверховных апостолов Петра и Павла. Также в этом населённом пункте до 1845 года размещалась и легендарная походная церковь в честь Воскресения Христова, которую Император Российский Петр I подарил в 1725 году своему крестнику калмыцкому князю Петру Тайше. С 1846 года здесь существует церковный приход. В июне 1857 года был проведён обряд освящения территории под возведение каменной однопрестольной церкви в станице Великопетровская.
Имеется предположение, что в строительстве храма использовался типовой проект Константина Тона. Работы велись за казённый счёт Оренбургского казачьего войска, а сама церковь была освящена 3 декабря 1861 года. Были построены: каменный храм, каменный дом для священнослужителей, каменный и деревянный заборы вокруг строений.
Основное здание церкви представляет собой небольшой одноглавый храм. Строение прямоугольное и расчленяется крестом, перекрестье которого приходится точно на центр храма. В области алтаря церковная стена выдаётся полукруглым выступом — абсидой. Вход в церковь осуществляется с западной стороны.
Согласно информации от 1929 года Великопетровский приход составлял 500 человек и был «тихоновского» течения, не являлся обновленческим.

## Советское время
Летом 1935 года приход был ликвидирован, колокола были сняты и отправлены в переплавку. Сам храм ограблен и обезображен. Использовался под зерносклад. В июле 1946 года власти зарегистрировали местную религиозную общину и передали здание во временное пользование верующим. В апреле 1950 года церковь вновь была закрыта, помещение передано под склад. Позже строение стали использовать как гараж-мастерская для тракторов.

## Современное состояние
В конце 1990-х годов возвращён православным верующим. Строение признано культурно-историческим памятником Российской Федерации. В начале 2000-х годов на средства благотворителей храм стал восстанавливаться. Основным меценатом выступил предприниматель из города Карталы Владимир Романович Елистратов.